# روذر فالي (دائرة انتخابية في المملكة المتحدة)
روذر فالي (بالإنجليزية: Rother Valley)‏ هي إحدى الدوائر الانتخابية في المملكة المتحدة الممثلة في مجلس العموم في برلمان المملكة المتحدة.
عضو البرلمان الذي يمثلها حالياً هو :Rt Hon Kevin Barron (Lab).